# Orion (veicolo spaziale)
L'Orion Multi-Purpose Crew Vehicle (MPCV) è un veicolo spaziale con equipaggio, parzialmente riutilizzabile, costruito dalla NASA per essere usato sulle missioni del programma Artemis. È basato sul Crew Exploration Vehicle del programma Constellation, che avrebbe dovuto essere stato impiegato per il trasporto di astronauti in orbita lunare. Secondo i mutati piani della NASA (programma Artemis) sarà invece utilizzato in nuovi voli lunari con equipaggio, in vista di un futuro sbarco su Marte.
Al momento della cancellazione del programma Constellation l'intenzione dell'amministrazione Obama era di limitare l'Orion a compiti di "navetta di salvataggio" per la Stazione spaziale internazionale, lasciando il compito di sviluppare veicoli con equipaggio all'industria privata. Tuttavia, nel settembre 2010 il Senato degli Stati Uniti votò per ripristinare i finanziamenti per missioni oltre l'orbita bassa terrestre, rendendo obbligato per queste il ricorso all'Orion, già in fase avanzata di sviluppo, e allo Space Launch System, un razzo vettore, concettualmente simile all'Ares V, pensato per il Constellation.
Il primo volo di collaudo di una capsula Orion, senza equipaggio, è avvenuto il 5 dicembre 2014; il veicolo è stato lanciato da Cape Canaveral con un razzo Delta IV Heavy e ha compiuto due orbite terrestri raggiungendo un'altitudine di 5700 km prima di ammarare nell'Oceano Pacifico, al largo della California.
Il primo volo effettuato verso la Luna è avvenuto il 16 novembre 2022 con la missione Artemis 1.
Il primo volo con equipaggio è previsto per il 2024.

## Storia
In seguito al disastro dello Space Shuttle Columbia, e al rapporto conclusivo della relativa commissione di inchiesta, la Casa Bianca procedette a una revisione del programma spaziale americano. Il 14 gennaio 2004 il presidente George W. Bush annunciò il programma Vision for Space Exploration, in cui venivano tracciate le nuove linee guida sull'esplorazione spaziale umana.
All'interno del VSE fu annunciata l'intenzione di mettere a punto e testare un nuovo veicolo spaziale, denominato genericamente Crew Exploration Vehicle, che sarebbe stato impiegato sia come navetta con la Stazione Spaziale Internazionale, dopo il ritiro dello Shuttle, sia per trasportare astronauti oltre l'orbita terrestre per la prima volta dal programma Apollo.
Il CEV di fatto rimpiazzò il programma Orbital Space Plane, rimasto solo allo stadio concettuale, che intendeva sviluppare uno spazioplano per l'uso in orbita bassa terrestre in sostituzione dello Shuttle.

### Orion Crew Exploration Vehicle (Orion CEV)
Il 9 dicembre 2004 la NASA emanò un documento preliminare sull'attività a favore di Orion e, successivamente, il 21 gennaio 2005 una richiesta di proposte, che si concretizzò il primo marzo 2005 con l'invito formale ai potenziali offerenti a dare una risposta entro il 2 maggio 2005.
A settembre 2005 vennero pubblicati i risultati dell'"Exploration Systems Architecture Study", un documento che stabiliva le linee guida della successiva generazione di navette per portare l'uomo sulla Luna, su Marte e verso altre destinazioni. Questo studio implementava gli obiettivi delineati nel "Vision for Space Exploration". Inizialmente venne suggerito l'uso di un sistema di lancio derivato dallo Space Shuttle, costituito da un razzo a combustibile solido (simile agli SRB) e uno stadio superiore spinto da un propulsore di tipo SSME. La navetta doveva essere configurata per supportare l'esplorazione con equipaggio o trasportare carichi senza astronauti, in modo da poter essere impiegata per inviare materiali e astronauti sulla stazione spaziale, portare quattro persone sulla Luna e mantenere fino a sei astronauti in una missione su Marte. Il Programma Shuttle quindi venne abbandonato, sia per l'impossibilità dell'orbiter di spingersi oltre l'orbita bassa terrestre, sia per i costi elevati.

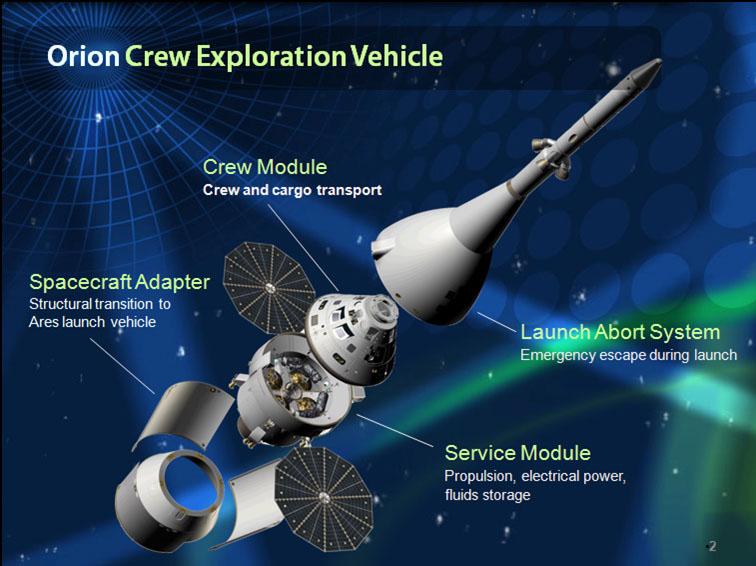
Orion CEV nella configurazione del 2009

Il 13 giugno 2005 la NASA rese nota la scelta di due società per l'ulteriore sviluppo di Orion: la Lockheed Martin ed il team formato da Northrop Grumman Corp. e Boeing, ciascuna delle quali ha ricevuto un contratto pari a 28 milioni di dollari a fronte della presentazione di un progetto completo per Orion e del lancio del veicolo entro i primi mesi del 2006; Entrambe avevano l'obbligo inoltre di elaborare un progetto che consentisse a Orion di prendere parte alla formazione di una spedizione verso la Luna, o tramite EOR, o LOR o senza tappe intermedie. I due team erano costituiti dalle seguenti aziende:
- Northrop Grumman insieme a Boeing come subcontraente per Spiral One, Alenia Spazio, ARES Corporation, Draper Laboratory e United Space Alliance
- Lockheed Martin insieme a EADS SPACE Transportation, United Space Alliance, Honeywell, Orbital Sciences, Hamilton Sundstrand and Wyle Laboratories.

Nell'estate 2006 la NASA annunciò il nome della navetta e poco dopo, il 31 agosto 2006 venne pubblicato il vincitore dell'appalto: la Lockheed Martin, con cui la NASA aveva firmato un contratto fino al 2013 di 3,9 miliardi di dollari. Successivamente, nell'aprile 2007, il contratto fu esteso includendo due anni aggiuntivi alla fase di progetto e due voli aggiuntivi per il sistema di annullamento del lancio, per un valore totale di 4,3 miliardi di dollari fino al dicembre 2013.
All'inizio del 2006 fu pubblicata la seconda versione dei requisiti di progetto. In essa vennero indicati maggiori dettagli sulla navetta, tra cui la sua forma a capsula, di tipo "a corpo tozzo". I primi test iniziarono a febbraio 2006, tra cui 66 test nella galleria del vento di un modello per determinare la forma ottimale.
A marzo 2007 venne completata la revisione dei requisiti di sistema della navetta Orion e fu iniziata al Glenn Research Center l'ampliamento di una struttura chiamata Space Power Facility che può simulare le condizioni presenti nello spazio. Questa struttura avrà il compito di condurre i test in ambiente simulato della navetta.

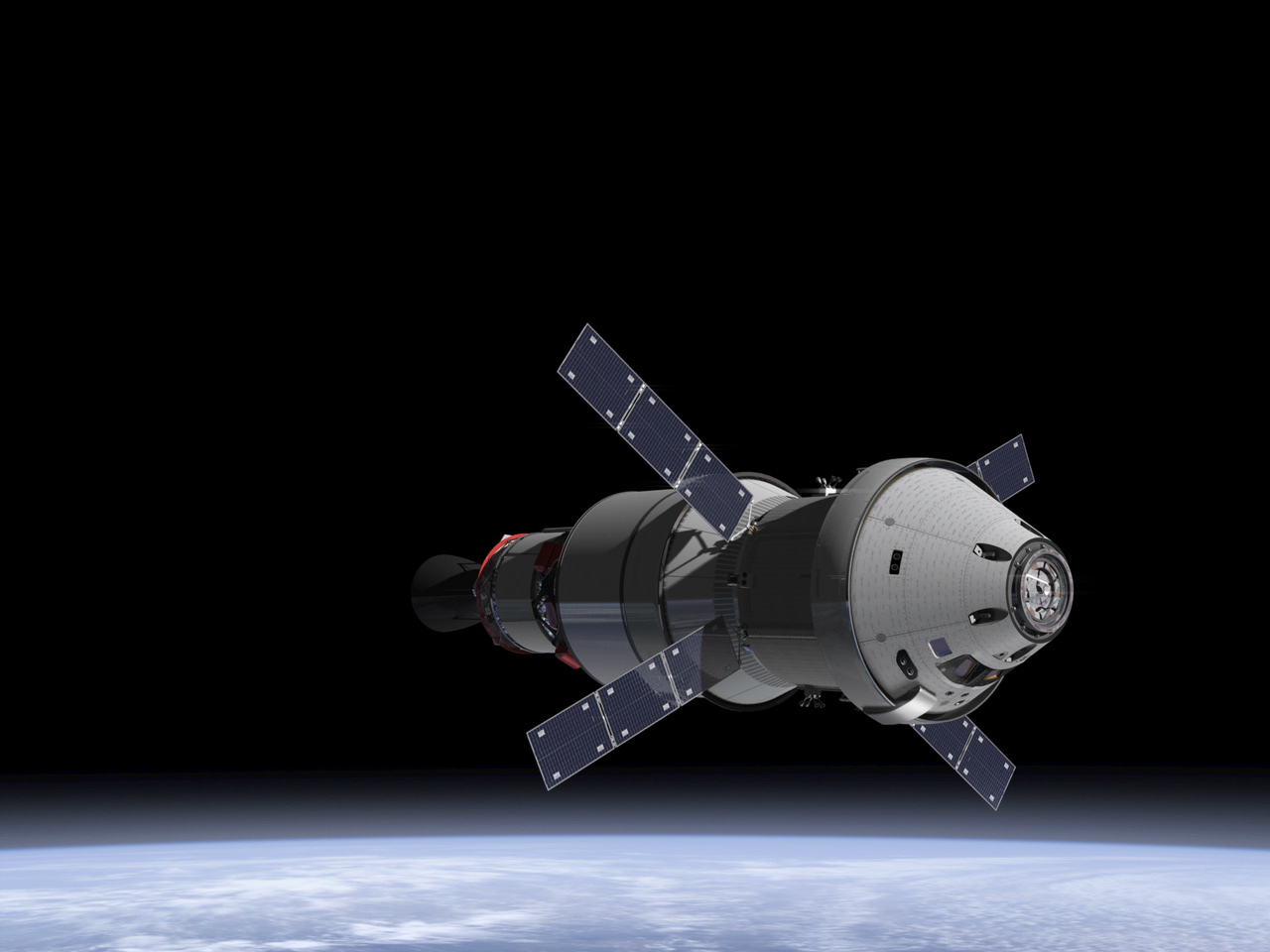
Orion MPCV attaccato a uno stadio ICPS

### Post-cancellazione Constellation e Orion Multi-Purpose Crew Vehicle (Orion MPCV)
Dopo la cancellazione del programma Constellation, diversamente dai vettori Ares I, IV e V e il Earth Departure Stage, che vennero riconvertiti nel vettore pesante Space Launch System, la capsula Orion e il modulo Altair vennero riproposti e negli anni seguenti al 2011 vennero totalmente riprogettati. Nell'ottobre 2014 la capsula cambiò nome in Orion Multi Purpose Crew Vehicle, riprogettando interamente il modulo di servizio, ma lasciando invariato il modulo dell'equipaggio. Il 5 dicembre 2014 è avvenuto con successo il primo lancio senza equipaggio dell'Orion MPCV.

## Progetto
L'Orion Crew and Service Module (CMS) è costituito da due componenti principali: un modulo dell'equipaggio (Crew Module - CM) a forma di cono e un Modulo di servizio (Service Module - SM) contenente il sistema di propulsione e i rifornimenti di bordo. Entrambi sono stati progettati sullo stile del modulo di comando e servizio del Programma Apollo, ma con la moderna tecnologia. Neil Woodward, direttore dell'Integration Office del programma Space Shuttle ha affermato infatti che le soluzioni conosciute riducono i rischi.

### Modulo dell'equipaggio
Il modulo dell'equipaggio costruito dalla Lockheed Martin, conterrà da quattro a sei astronauti, a differenza dei tre che potevano prendere posto nel modulo dell'Apollo. Nonostante la somiglianza con quest'ultimo, il modulo di Orion conterrà molte tecnologie innovative, come:
- un sistema di controllo digitale di tipo glass cockpit, derivato da quello del Boeing 787[14]
- la capacità di "auto-aggancio", come per la navetta russa Progress e l'europeo Automated Transfer Vehicle, con la possibilità per l'equipaggio di passare al controllo manuale del veicolo in caso di emergenza (nei programmi Gemini, Apollo e Space Shuttle è invece richiesto il controllo manuale per l'aggancio).
- un'atmosfera mista azoto/ossigeno (N2/O2) con pressione a livello del mare (101,3 kPa, 14,7 psi) o leggermente ridotta (da 55,2 kPa a 70,3 kPa, 8,0 psi - 10,2 psi).
- computer di bordo più moderni rispetto agli attuali veicoli spaziali.

Una caratteristica importante che potrebbe essere introdotta consiste in un nuovo sistema per il recupero della capsula al rientro che impiegherà una combinazione di paracadute e retrorazzi o airbag. In questo modo sarebbe possibile anche una discesa sulla terra ferma, come il modulo della navetta Sojuz russa, che eliminerebbe la costosa flotta di recupero impiegata per tutte le missioni dei programmi Mercury, Gemini, Apollo. Tuttavia, la NASA sta considerando di non implementare questo sistema a causa del peso. In questo caso il sistema di recupero rimarrà il tradizionale ammaraggio.
Il modulo dell'equipaggio sarà parzialmente riutilizzabile, con una vita operativa fino a circa 10 voli. Sia il modulo dell'equipaggio che il modulo di servizio saranno di una lega in Alluminio/litio (Al/Li) (utilizzata nel serbatoio esterno dello Space Shuttle e nei vettori Delta IV e Atlas V), resistente come l'alluminio aeronautico dell'Orbiter ma più leggero. Il modulo dell'equipaggio sarà ricoperto con un rivestimento protettivo in nomex usato nelle parti non critiche dello Shuttle.
Per permettere a Orion di attraccare alla stazione spaziale e per connettersi agli altri veicoli del programma Artemis, verrà utilizzato un nuovo sistema di aggancio, una versione semplificata dell'APAS, l'anello di attracco universale usato nella flotta di Space Shuttle. Quest'ultimo era stato ulteriormente derivato da un progetto russo sviluppato durante il progetto Apollo-Sojuz del 1975.
Il modulo dell'equipaggio avrà una forma a tronco di cono con angolo di 57,5°, simile a quello dell'Apollo, un diametro di 5,029 metri e una lunghezza di 3,302 metri, con una massa di 8,5 tonnellate e un volume superiore del 50% a quello della capsula Apollo, che era di 5,9 m³.

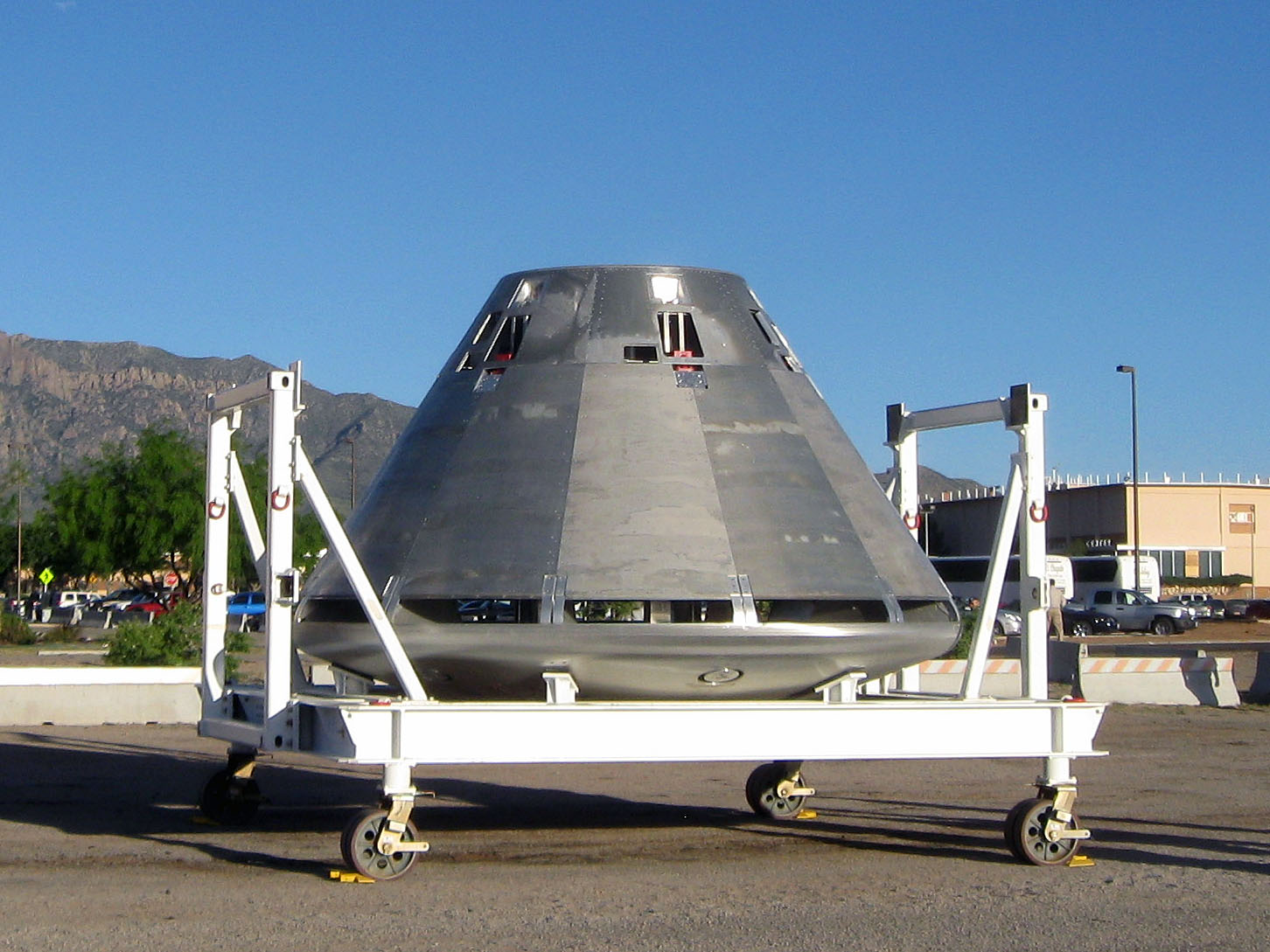
L'Orion CM

#### Scudo termico
A settembre 2006 la NASA selezionò la Boeing per lo sviluppo di uno scudo termico per Orion, in grado di resistere ai rientri atmosferici terrestri sia nelle missioni destinate alla stazione spaziale sia nelle missioni lunari. In queste ultime, la velocità di rientro è infatti superiore, pari a circa 25 000 miglia (40 000 km) all'ora. Il materiale utilizzato sarà il Phenolic Impregnated Carbon Ablator (PICA) già impiegato nella sonda Stardust, la cui proprietà appartiene alla Fiber Materials. La Boeing venne incaricata della fornitura dei campioni di materiale per i test preliminari, di un progetto preliminare di scudo termico, di un esemplare non in scala di scudo termico per la dimostrazione della costruzione, e di dati e modelli del materiale PICA. A gennaio 2008 iniziarono i test di valutazione del prototipo di uno scudo termico per la navetta Orion. Il prototipo non è in scala, e misura circa 5 metri di diametro e combina le caratteristiche ablative degli scudi termici del programma Apollo con le recenti tecniche perfezionate per lo scudo termico degli Shuttle, in particolare i metodi di saldatura tra il materiale ablativo e la base dello scudo. A maggio 2008 venne incaricata la Boeing di sviluppare tre materiali alternativi per lo scudo termico. Questi verranno utilizzati nel caso il materiale primario, il PICA, non soddisfacesse i requisiti di progetto.
A differenza del sistema di protezione termico dello Shuttle, che deve contrastare temperature di punta di circa 2 300 °F (1 260 °C), quello della navetta Orion dovrà essere in grado di sostenere temperature fino a 5 000 °F (2 760 °C). Queste performance possono essere raggiunte con i materiali ablativi, che si consumano durante il rientro, a differenza delle mattonelle usate per lo Shuttle, che invece sono riutilizzabili.

#### Paracadute

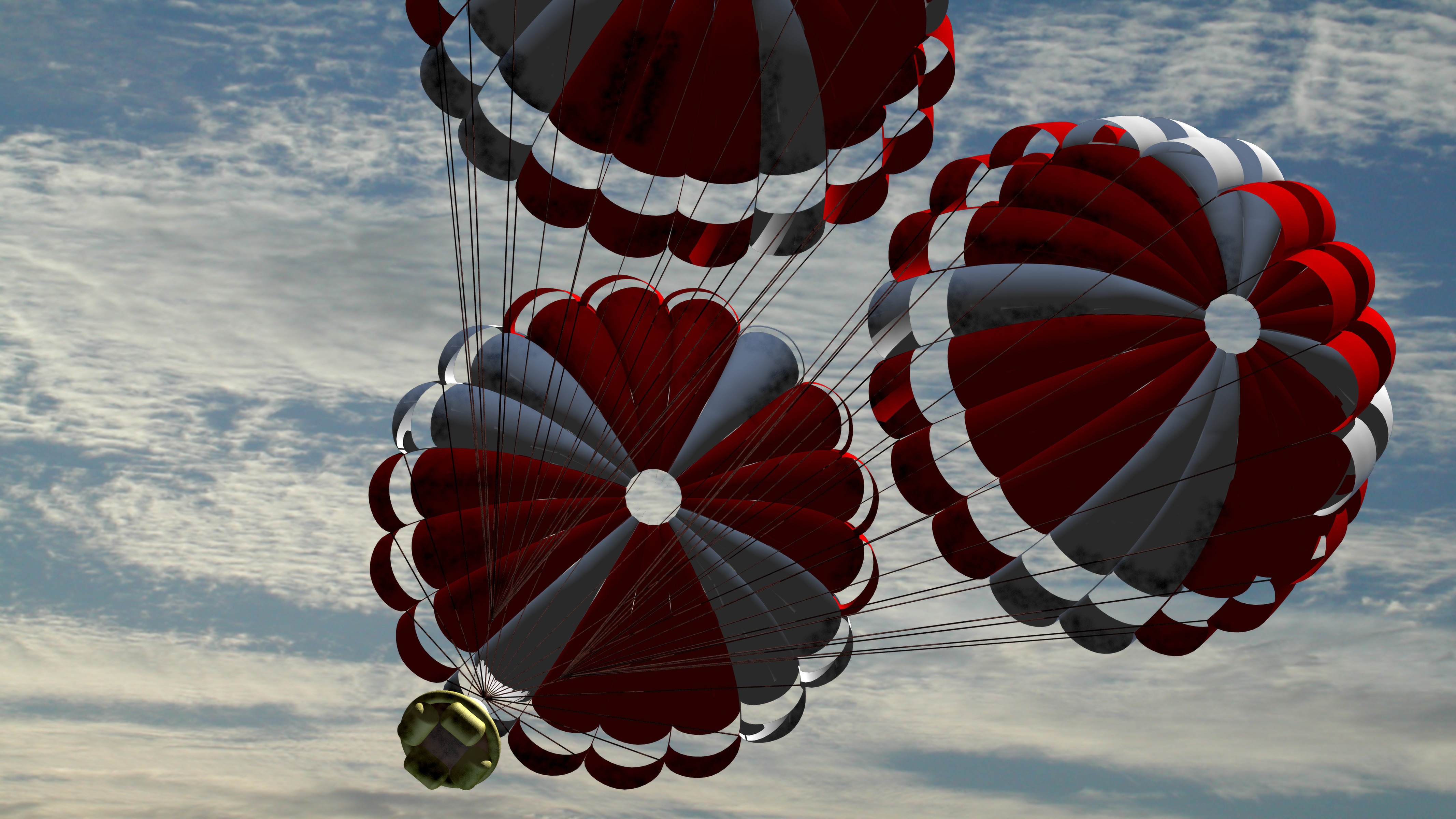
Il rientro di Orion MPCV

I paracadute di recupero, anch'essi riutilizzabili, saranno basati su quelli usati sia nella capsula Apollo che nei Solid Rocket Booster. Il sistema comprende otto paracadute, suddivisi in tre funzionalità distinte. Due di essi stabilizzano la navetta, altri tre servono per estrarre i rispettivi paracadute principali e questi ultimi forniscono la resistenza aerodinamica per rallentarla fino a terra. A luglio 2008 è stato condotto un test del sistema di paracadute che fanno parte del sistema di recupero, che è fallito. I due paracadute pilota sono fuoriusciti ma non si sono dispiegati correttamente, impedendo al modello della navetta di ottenere l'orientamento e la velocità prevista. Questa prima generazione è stata testata tramite il lancio di una replica del velivolo da un aereo C-17 ad un'altezza di 25 000 piedi (7 620 m). Nel
dicembre 2017 è stato effettuato con successo un test con il sistema frenante costituito da undici paracadute.

### Modulo di servizio
A maggio 2011 è stata annunciata una collaborazione tra l'Agenzia Spaziale Europea e la NASA per progettare l'erede della navetta Automated Transfer Vehicle (ATV) e il 21 giugno dell'anno successivo, l'Airbus Defence and Space ha annunciato di aver ottenuto due contratti, ciascuno da 6,5 milioni di euro, per valutare l'impiego della tecnologia e dell'esperienza ottenuta con l'Automated Transfer Vehicle e il modulo Columbus della Stazione Spaziale in future missioni. Le proposte allo studio erano un modulo di servizio da utilizzare con il Crew Module di Orion, e un velivolo orbitale multifunzione.
Il 21 novembre 2012, l'Agenzia Spaziale Europea ha deciso di sviluppare un modulo di servizio per Orion derivato dall'ATV. Il 16 gennaio 2013, la NASA ha annunciato che il modulo di servizio sarebbe volato nella Artemis 1, la prima missione del programma Artemis e il primo impiego dello Space Launch System statunitense.
Nel 2018 l'azienda italiana Tesi, in collaborazione con i progetti di Thales Alenia Space, ha realizzato gli MDPS (Meteorite and Debris Protection System) per Orion, ovvero degli scudi metallici contro i micro meteoriti lungo il suo tragitto.
Da febbraio 2017 al febbraio 2021 sono stati conclusi diversi contratti tra Airbus e l'ESA per la produzione di sei moduli di servizio per l'impiego nella missioni Artemis.

### Annullamento del lancio

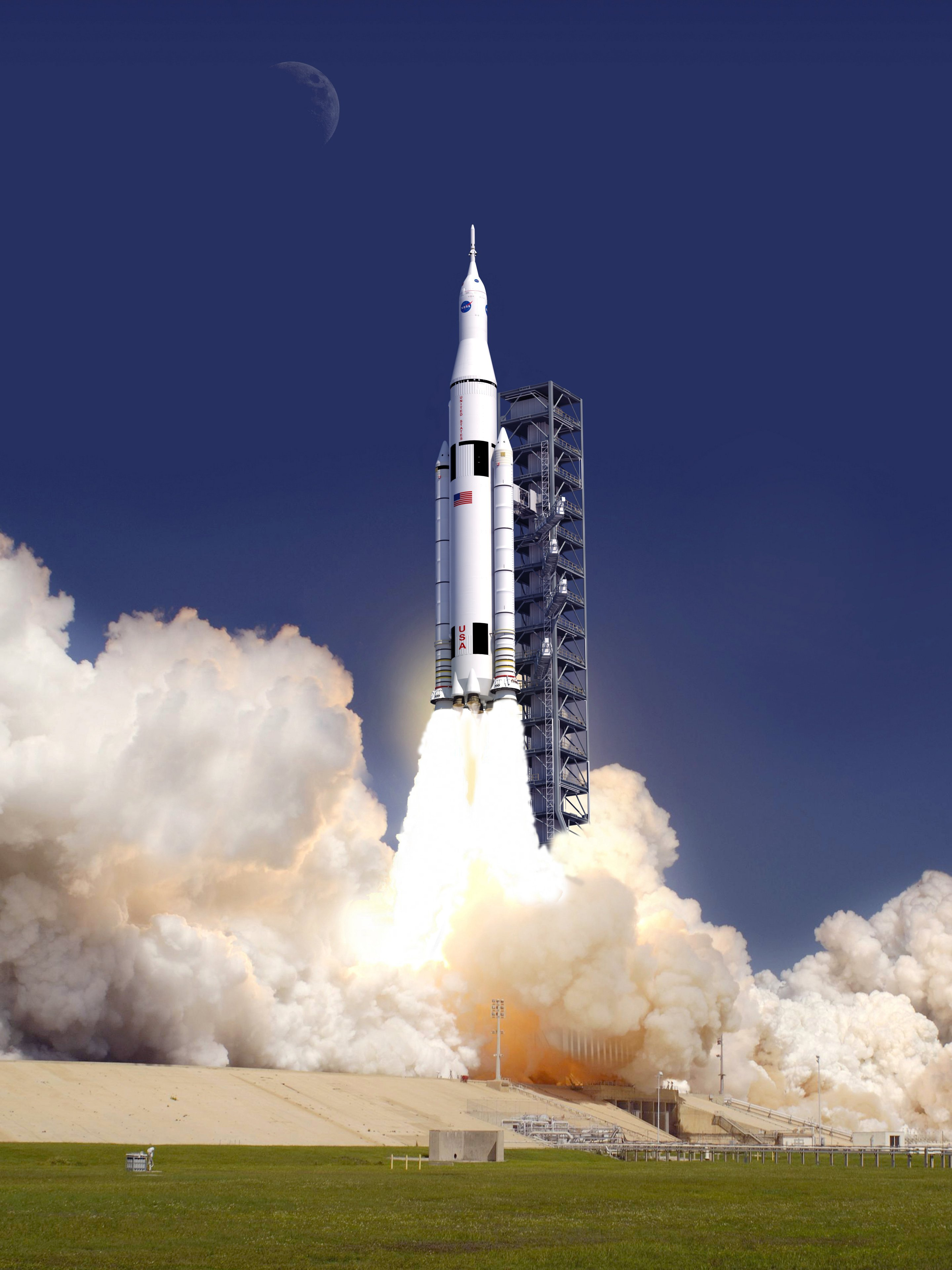
Rendering del lancio di un SLS Block I con a bordo l'Orion MPCV

Nel 2008 è iniziata la progettazione e la costruzione delle strutture per i test delle modalità di annullamento della missione. Queste strutture, che saranno installate nella base White Sands Missile Range nel Nuovo Messico, permetteranno di simulare una emergenza sulla piattaforma di decollo. Il 28 marzo 2008 è giunto al Dryden Flight Research Center della NASA un modello in scala 1:1 della navetta Orion costruito nel Langley Research Center per i test, mentre a giugno 2008 è stata completata la struttura per il test. Dopo l'installazione dei computer di volo, della strumentazione e dell'elettronica, il modello è stato inviato alla base White Sands per l'utilizzo nei test di annullamento della missione. Il primo dei test, chiamato Pad Abort-1, era previsto per la fine del 2008 e prevedeva l'espulsione di una navetta Orion di prova, senza equipaggio, dalla piattaforma di lancio per mezzo del LAS, launch abort system. Il fornitore per lo sviluppo di questo propulsore è la Alliant Techsystems (ATK) e permette alla navetta di essere espulsa raggiungendo circa 2 chilometri di altezza e altrettanti di distanza. A novembre 2008 è stato effettuato con successo il test del propulsore senza la navetta. Quest'ultima riprodurrà fedelmente la forma, la massa e le dimensioni della navetta definitiva. Il test fornirà i primi dati e sarà seguito da un test per l'annullamento durante la fase di ascesa nel 2009 e un secondo test sulla piattaforma di lancio 2010, entrambi nella base White Sands.

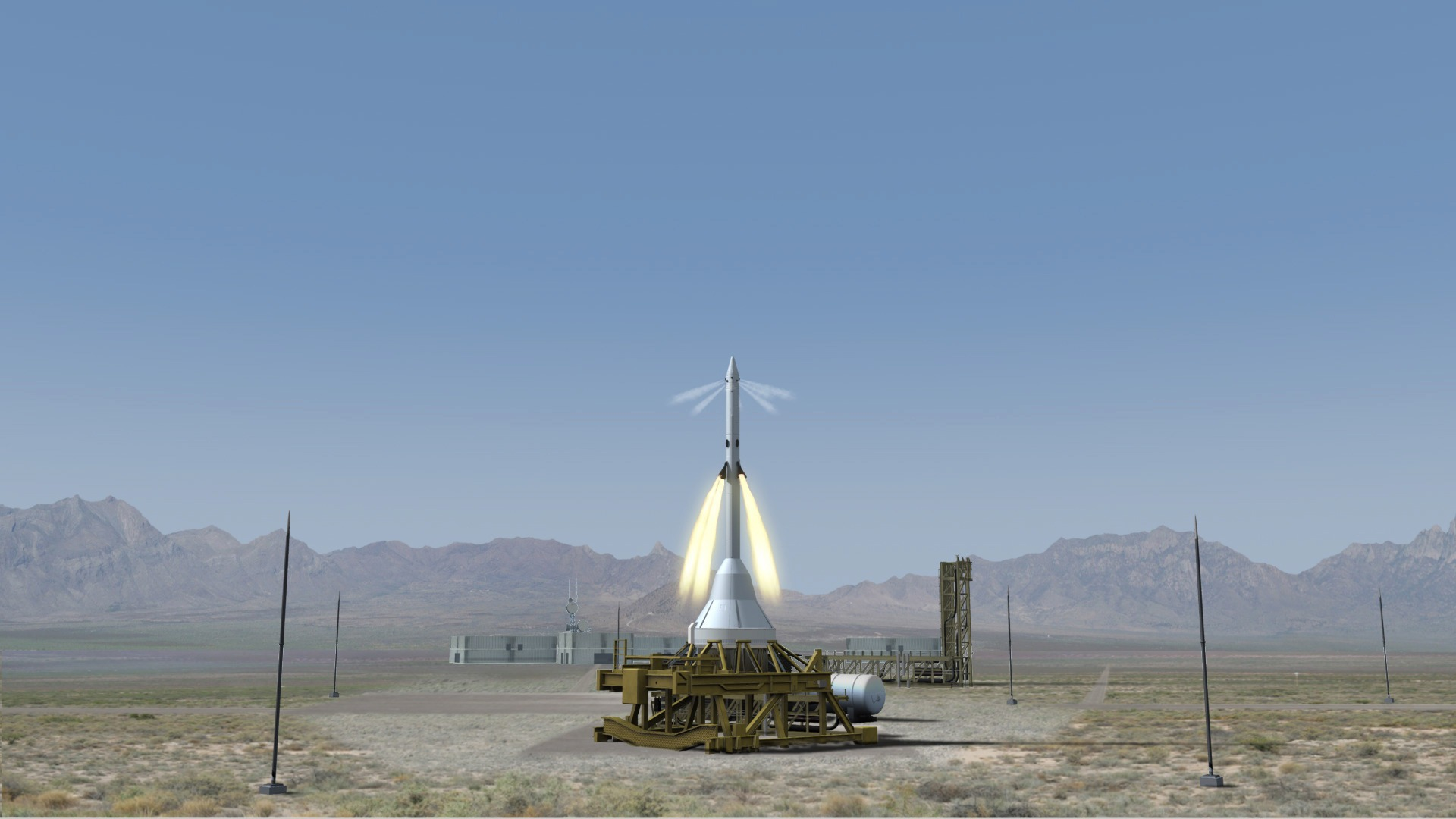
Primo test di aborto "Pad Abort 1" di una capsula Orion fittizia

In caso di emergenza sulla rampa di lancio o durante la risalita, il sistema di fuga separerà il modulo dell'equipaggio dal veicolo di lancio. Ci sono due sistemi di propulsione nel LAS: il motore di controllo dell'assetto (ACM) e il motore a getto (JM). Il 2 luglio 2019 si è completato con successo anche il secondo test, chiamato Ascent Abort 2. In questo caso il test prevedeva un annullamento della missione a lancio già avvenuto ed è stato simulato lanciando una navicella Orion con un vettore LGM-118 Peacekeeper opportunamente modificato per rendere il volo più conforme possibile a quello che potrebbe essere con un razzo SLS (Space Launch System).

### Revisioni
Nel tardo luglio 2006, la seconda revisione del progetto ha apportato notevoli cambiamenti. In precedenza la NASA era intenzionata ad utilizzare metano e ossigeno liquido come bipropellente per il modulo di servizio, poiché il metano potrebbe essere prodotto in situ su Marte facendo reagire l'anidride carbonica dell'atmosfera con idrogeno e diventare un propellente d'uso comune, ma a causa dell'immaturità dei motori a razzo ossigeno/metano quest'opzione venne scartata in favore dei più tradizionali propellenti ipergolici, in modo da poter ridurre il periodo di tempo tra il ritiro degli Shuttle e l'entrata in servizio dell'Orion allora prevista per il 2012.
Il 20 aprile 2007 la NASA e la Lockheed Martin hanno firmato una modifica al contratto di costruzione di Orion. Il contratto aggiornato prevede due anni in più per la fase di progettazione, due voli di prova del sistema di annullamento del lancio e cancella dalla produzione un trasporto pressurizzato per la stazione spaziale.
Nell'ultima revisione del progetto, chiamata configurazione "606", secondo un articolo dell'"Aerospace Daily & Defense Report", il modulo di servizio contiene dei pannelli esterni che saranno espulsi poco dopo l'accensione del propulsore del secondo stadio dell'Ares I. Questa configurazione permette di ridurre il peso di circa 450 kg rispetto alla precedente configurazione chiamata "605".
Un rapporto del 5 agosto ha rivelato che il sistema di atterraggio con airbag è stato rimosso dalla progettazione (configurazione "607") per risparmiare peso, tornando al tradizionale ammaraggio. Scott Horowitz, a capo dell'Exploration Systems Mission Directorate, ha negato che sia stata presa una decisione definitiva sul sistema di recupero della navetta, ma ha ammesso che la NASA sta studiando la possibilità di eliminare l'atterraggio terrestre.
Nel 2012, dopo la cancellazione del programma Constellation, si riprogettò totalmente il modulo di servizio, utilizzando una versione modificata dell'ATV dell'ESA, per risparmiare e minimizzare i rischi.

## Fondi
Nell'anno fiscale 2015, la NASA ha ricevuto uno stanziamento di 1,2 miliardi di dollari dal Congresso per il programma Orion, un importo che è di circa 150 milioni di dollari superiore a quello richiesto dall'amministrazione Obama.